# Діти моря
«Діти моря» — це четвертий студійний альбом українського рок-гурту Epolets. Він вийшов 1 листопада 2017 на лейблі United Music Group. Запис відбувався на студіях Boutique 888 та FDR Media. Варто відзначити, що це перший повністю україномовний альбом команди. Музиканти вважають, що українська мова більш мелодична — в цьому російська їй суттєво програє.

## Про альбом
Восени 2016 стало відомо, що гурт почав творчу співпрацю з клавішником музичного гурту Океан Ельзи — Милошем Єличем та що він виступить одним із продюсерів майбутнього альбому. А вже 22 листопада команда презентувала свій перший сингл з цього альбому, що має назву «Я хочу бути з тобою», на який також було відзнято музичний відеокліп, презентація якого відбулася на офіційній сторінці гурту на Youtube 23 січня 2017.
16 травня 2017 гурт у своєму Facebook представив свій другий сингл під назвою «Місто спить». 16 червня команда представила тизер до майбутнього кліпу на цю композицію, а вже 19 червня представили відеокліп повноцінно,
30 серпня команда випустила третій сингл з альбому, «Діти моря», разом з ліричним відео, а вже 31 серпня гурт на концерті в Одесі, на пляжі «Дельфін», вперше виконав її наживо.
17 жовтня відбулася презентація фінального синглу з альбому та відеокліпу на нього, знімання якого пройшло у покинутому токарному цеху. Варто відзначити, що кліпу передував тизер, який з'явився на Youtube сторінці гурту ще 10 жовтня.
Сам альбом побачив світ 1 листопада. Після презентації альбому команда вирушила у всеукраїнський тур, який тривав з 10 листопада по 15 грудня 2017. В рамках якого вони виступили у 10 містах України, зокрема в таких містах, як Дніпро, Харків, Одеса, Тернопіль та інші.

## Критика
Альбом отримав загалом позитивні відгуки.
Музичний редактор «Old Fashioned Radio» Альберт Цукренко так висловився про цей альбом:
|  | „Діти моря“ — компактний, щільний, м'язистий набір побудованих на ефектних рифах, вправно сконструйованих денс-рок хітів, явно розрахованих на багатотисячний „бек-вокал“. В тому, що Epolets з їхнім новим матеріалом будуть фестивальними фаворитами-2018, можна не сумніватися. |

У рецензії від сайту «Нотатки про українську музику» написано, що «„Діти моря“ поєднує класичне звучання гурту та новизну кількох саунд-продюсерів, що брали участь у формуванні альбому. Що стосується його назви, то вона підкреслює походження музикантів та любов до рідного міста Одеси. Лейтмотивом платівки є море, що червоною ниткою проходить від початку до кінця лонгплею, а обкладинка диску вдало доповнює ідею» та відмітили улюблену композицію, а саме «Я хочу бути з тобою» за хітовість.

## Список композицій
Автор слів Павло Варениця, автор музики Epolets. 
| Стандартне видання        | Стандартне видання    | Стандартне видання |
| #                         | Назва                 | Тривалість         |
| ------------------------- | --------------------- | ------------------ |
| 1.                        | «Інтро»               | 0:20               |
| 2.                        | «Копі паст»           | 4:08               |
| 3.                        | «Діти моря»           | 3:13               |
| 4.                        | «Напої мене»          | 3:18               |
| 5.                        | «Місто спить»         | 3:42               |
| 6.                        | «Океан»               | 4:12               |
| 7.                        | «Рідина»              | 3:39               |
| 8.                        | «Я хочу бути з тобою» | 3:14               |
| 9.                        | «Одна»                | 3:30               |
| Загальна тривалість 29:16 |                       |                    |

## Музичні відеокліпи
| Музичне відео                                                         | Режисер                                                  | Рік  | Примітки      |
| --------------------------------------------------------------------- | -------------------------------------------------------- | ---- | ------------- |
| «Я хочу бути з тобою [Архівовано 10 вересня 2021 у Wayback Machine.]» | Антон Мігунов — дизайнер Костянтин Кустов — оператор     | 2017 | —             |
| «Місто спить [Архівовано 10 вересня 2021 у Wayback Machine.]»         | Віталій Кріжановський, Анна Гудман, Катерина Стародубець | 2017 | —             |
| «Діти моря [Архівовано 10 вересня 2021 у Wayback Machine.]»           | Ярослав Вільчик — звукорежисер, зведення, мастерінг      | 2017 | ліричне відео |
| «Одна [Архівовано 10 вересня 2021 у Wayback Machine.]»                | Ігор Троцький                                            | 2017 | —             |

## Тематика альбому та композицій
Лідер гурту, Павло Варениця, розповів, про тематику альбому:
«Через весь альбом червоною ниткою проходить тема моря. З одного боку, це символ нашої любові до нього і до міста, у якому ми народилися. Але це не головна думка. Під час гастролей ми зустрічали безліч людей, в очах яких бачили той самий запал, ті ж самі буремні хвилі, те саме прагнення до свободи і безкраїх морських обріїв. Це нагадало нам нас самих».
Також, у різні часи Павло Варениця давав коментарі до пісень альбому.
- «Копі паст»[24]

«Це пісня про те, яким ми бачимо сучасний світ, напрямок та швидкість його розвитку. Пісня про зміни, які відбуваються навколо нас. Про те, що людину лишають права вибору з самого дитинства».
- «Діти моря»[25]

«Ми діти моря і це пісня про нас, про те, чим ми дихаємо та з чого зроблені. Ми народились у гарячому місті, що просочене солоним повітрям. Ми з дитинства знаємо, де море зустрічається з небом. Ми співаємо цей гімн для тих, кому як і нам затісно на вулицях і у замкнутих просторах; для тих, у чиїх очах навіть посеред кам'яних джунглів плескаються хвилі; для тих, хто сприймає шторм як виклик і цінує штиль як нагороду; для тих, хто відчуває, що море — це стан душі і у кого море завжди всередині. Ми всі — це море… море — це всі ми…».
- «Напої мене»[24]

«Це пісня про розлучення і самотність, про той стан, коли стає краще лише від її погляду, нехай навіть холодного та байдужого. Ця пісня старша за всі інші у цьому альбомі, вона була написана під час нашого перебування на проєкті „Х-Фактор“»
- «Місто спить»[26]

«Це пісня-маніфест людей, які прокидаються тоді, коли засинає місто. Вона про тих, кому вдень замало повітря, кому недостатньо дозволеної швидкості, про тих, що летять на світло, але бачать у темряві, наче коти».
- «Океан»[24]

«Це пісня про моряків, які заблукали в океані й натрапили на сирен. Не знайшовши шлях додому вони втратили глузд і загинули».
- «Рідина»[24]

«Це дворова пісня, але зі своєю глибокою філософією. Наше життя як ріка і кожен у своєму житті вирішує, що важливіше: довжина цієї річки, її глибина або ширина».
- «Я хочу бути з тобою»[6]

«Це пісня про любов, не про „назавжди і навіки“, а про пристрасть, яка захоплює тебе, коли ти програєш в карти останнє, що у тебе є і додаєш ще. Вона не передбачувана, як будь-яка поїздка по Східній Африці і раптова, як удар по голові вночі в підворітті».
- «Одна»[24]

«Пісня-балада про пережите мною розставання з дівчиною. Композиція стала для мене дуже великим одкровенням, саме тому мені не хотілося, щоб кліп дослівно описував те, про що вона».

## Учасники запису
У записі альбому взяли участь:
| - Павло Варениця — вокал, саунд-продюсер, програмування (треки 3, 5 та 8) - Андрій Головерда — гітара, бас-гітара (трек 7) - Ігор Смирнов — барабани - Володимир Ступенчук — бас-гітара (трек 3) - Олександр Решетарь — бас-гітара (треки 5 та 8) - Станіслав Шеховцев — бас-гітара (треки 2, 4, 6 та 9) | - Марина Карбовська — дизайн - Alex Hellife — звукорежисер (треки 5 та 8) - Ярослав Вільчик — звукорежисер (треки 2-4, 6, 7 та 9), зведення, саунд-продюсер - Роман Кашигін — помічник звукорежисера (треки 2-4, 6, 7 та 9) - Юрій Яхно — зведення, програмування (треки 4 та 7) - Милош Єлич — саунд-продюсер, програмування (треки 5 та 8) - Дмитро Коміссаренко — фото обкладинки альбому - Вікторія Якименко — фото (сторінка 1) - Юрій Стефаняк — фото (сторінки 3, 5, 7, 9, 11 та 13) |